# 李振清
李振清（1902年6月23日—1976年4月21日），山東清平人，中華民國陸軍將領，國民革命軍內派系光譜屬西北軍系。

## 生平
李振清早年曾受過基礎私塾教育，在21歲時到河北省入伍從軍，進入孫岳麾下的陸軍第十五混成旅學兵連服役，並被部隊選擇作為軍官培植，在部隊內完成軍官訓練後，分配到何遂指揮的國民聯軍第三軍下屬之陸軍第四師擔任基層作戰軍官，後調入龐炳勛部隊擔任軍部副官，後跟隨龐炳勛轉換陣營，進入國民革命軍系統。
至民國二十三年（1934），李振清出任國民革命軍第39師補充團團長，其作戰方式偏向身先士卒的帶頭衝鋒，且履立戰功，因此受到龐炳勛信賴，並被舉派進入廬山軍訓團受訓。完訓後返回39師，在中國抗日戰爭期間曾參與台兒莊戰役，依戰功升任39師麾下步兵115旅旅長。在台兒莊戰役後，39師持續在河北省以太行山脈作為根據地進行游擊戰，李振清在游擊戰期間多次出擊，並依憑戰功在民國二十八年（1939）升任國民革命軍第106師副師長，民國三十一年（1942）接替馬法五升任106師師長，龐炳勛投降日軍時，李振清與上司馬法五把不願意投降的殘軍帶離游擊區南渡黃河返回國統區，李振清因此繼續保留了106師師長職務，並在民國三十二年（1943）兼國民革命軍第四十軍副軍長，獲頒四等雲麾勳章。
抗戰結束後，國民政府指示四十軍北上進攻中國共產黨根據地，為邯鄲戰役。戰役中因友軍背叛，導致106師在邯鄲遭到包圍殲滅，李振清在該戰役負傷，因此遭到共產黨俘虜，後因國內政黨召開政治協商會議，共產黨因此釋放李振清與其上司馬法五。歸建後，李振清回歸四十軍，並在龐炳勛支持下出任四十軍軍長職務，後該部隊因裁軍計畫縮編成整編第40師。
第二次國共內戰期間，李振清參加魯西南戰役，防禦隴海鐵路；民國三十七（1948）兼任第12綏靖區司令，部隊防區於河南省一帶，至民國三十八年（1949），中原野戰軍將河南省國民革命軍消滅後，殘軍主要集結在具有機場可對外聯繫的河南省新鄉，李振清在該年3月稱病將部隊指揮權移交給副軍長李辰熙，乘機離開河南抵達南京，由於戰力懸殊，四十軍最後遭到中原野戰軍招降，失去部隊的李振清離開南京，輾轉抵達臺灣。
、廬山軍訓團第2期、中華民國陸軍軍官學校校官班第2期、圓山軍官團高級班第2期。

## 七一三事件
李振清抵達台灣後，得到臺灣省政府主席陳誠支持，將「四十軍」調往澎湖，並指派李振清出任陸軍澎湖防守司令部司令官。
李振清擔任澎防部司令官時，該地爆發澎湖七一三事件，從山東省撤退至澎湖的民眾抗議國防部將其強徵入伍，李振清下令用刺刀刺傷兩位學生代表唐克忠及李樹民，並曾向時任台灣省主席陳誠舉報查獲潛伏於澎湖島的匪諜份子。